# Quadrimaera reishi
Quadrimaera reishi är en kräftdjursart som först beskrevs av J. L. Barnard 1979.  Quadrimaera reishi ingår i släktet Quadrimaera och familjen Melitidae. Inga underarter finns listade i Catalogue of Life.